# BSA Blue Star-serie
De BSA Blue Star-serie was een serie motorfietsen van het Britse merk BSA, die geproduceerd werden van 1932 tot 1936.

## Voorgeschiedenis

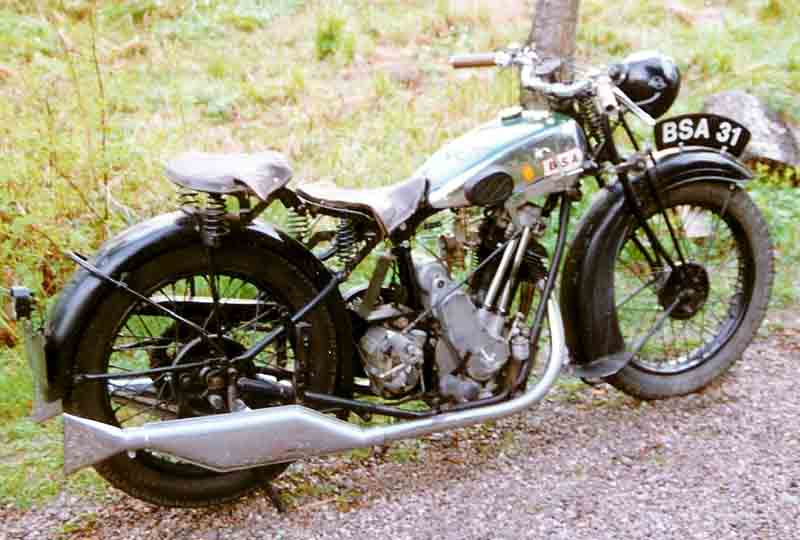
De BSA L30-11-sloper uit 1930 kon op verzoek al met een "Red Star"-blok geleverd worden.

Al in 1930 leverde BSA voor klanten die extra wilden betalen bestaande 350- en 500cc-modellen met speciaal opgevoerde motorblokken. Ze kregen dan een hoge compressie-zuiger, speciale nokkenassen, een racebougie, sterkere klepveren en een race-magneet voor de ontsteking. Dit waren de "Red Star"-blokken, herkenbaar aan een klein rood sterretje op het distributiecarter. Deze speciale blokken bleven in productie en ze werden zelfs in 1933, toen de Blue Star-serie al bestond, nog geleverd. 

## Blue Star-serie
De Blue Star-serie werd in 1932 geïntroduceerd met de 350cc-BSA L32-5 Blue Star en de 500cc-BSA W32-7 Blue Star. Behalve de bovenstaande items kregen de machines ook nog een Amal-carburateur met acceleratiepomp. Het waren de absolute topmodellen in hun klassen. In 1933 en 1934 werden ook de 250cc-Blue Star Juniors geproduceerd. De zwaardere modellen bleven tot 1936 in productie.

### Vermogensaanduiding
In de catalogi en advertenties werden motorfietsen in de jaren dertig nog meestal aangeduid met hun fiscale vermogen, dat was vastgesteld in een tabel van de Auto-Cycle Union en dat sinds ca. 1925 ongeveer overeenkwam met het honderdste deel van de cilinderinhoud. De 250cc-modellen kregen zo de aanduiding "2½ HP", de 350cc-modellen "3½ HP" en de 500cc-modellen "5 HP". Het werkelijk geleverde vermogen lag veel hoger, voor de 250cc-modellen ca. 13 pk, voor de 350cc-modellen ca. 18 pk en voor de 500cc-modellen ca. 34 pk.

### Modelaanduiding
De 250cc-modellen behoorden tot de Model B-serie die al in 1923 was begonnen met het BSA Model B Round Tank met zijklepmotor. De aanduiding "B" bleef voor deze serie tot 1939 bestaan. In 1930 kende ze haar eerste kopklepper, de BSA B30-4. Deze aanduiding (letter-getal-getal) bleef tot 1935 in gebruik. Het stond voor typeaanduiding (B), productiejaar (30) en plaats in de catalogus (4). 
De 350cc-modellen behoorden tot en met 1932 tot de Model L-serie, in 1923 ontstaan met het BSA Model L 2¾ HP. Haar eerste kopklepper verscheen al in 1924 met het BSA Model L 3½ HP OHV. De BSA L32-5 Blue Star hoorde nog bij deze serie. In 1933 werd deze serie opgevolgd door de BSA R-serie, met vier versnellingen en op verzoek leverbaar met voetschakeling. 
De 500cc-modellen behoorden tot de BSA W-serie, die pas in 1932 ontstond als aflossing van de Model S-serie. In 1936 werd deze serie opgevolgd door twee nieuwe series: de M-serie en de Q-serie. Deze laatste omvatte slechts drie modellen: de BSA Q7, de BSA Q8 Empire Star en de BSA Q21 New Blue Star. Ze werd slechts een jaar geproduceerd. 
Vanaf 1936 werd het bouwjaar niet meer in de typeaanduiding vermeld. Zo werd de naam van het 350cc-model "BSA R20 New Blue Star" en van het 500cc-model "BSA Q21 New Blue Star".

### 250 cc

#### 1933: B33-3 Blue Star Junior
De 250cc-Blue Star Juniors verschenen pas in 1933 toen de zwaardere modellen al een jaar in productie waren. De BSA B33-3 Blue Star Junior was niet zomaar een kopklepper die een andere naam kreeg. Het was daadwerkelijk een kleine versie van de 350cc-BSA R33-5 Blue Star. De andere 250cc-kopklepper die dat jaar op de markt was, de BSA B33-2, had een andere motor met een enkele uitlaatpoort, een laaggeplaatste deegrol-uitlaat, een olietank, een open brugframe waarbij de motor een dragende functie had, een bagagedrager en een handgeschakelde Sturmey-Archer-drieversnellingsbak. De B33-Blue Star Junior kreeg twee uitlaatpoorten (Twin Port) en twee omhooggebogen swept back pipes, een dubbel wiegframe uit geschroefde rechte buizen, een gereedschapskastje aan het achterspatbord en voetschakeling. Bovendien zat op de tank een instrumentenpaneel met ampèremeter, oliedrukmeter, contactschakelaar en lichtschakelaar. De snelheidsmeter zat op het stuur. De machine had een zwart frame en een verchroomde tank met groene zijkanten.

##### Motor
Hoewel de dwarsgeplaatste, luchtgekoelde staande eencilinder dezelfde boring (63 mm) en slag (80 mm) en cilinderinhoud (249,4 cc) als de B33-2 had, was de opbouw gelijk aan die van de 350cc-Blue Star. De motor had weliswaar een dry-sump-smeersysteem, maar geen olietank. In plaats daarvan was een apart compartiment voor 1,7 liter motorolie voor het normale carter geplaatst. Rechts zat het distributiecarter waar behalve de stoterstangen ook de magdyno en de oliepomp werden aangedreven. Net als de zwaardere Blue Stars had de motor sterkere klepveren, een speciale Amal-carburateur en racenokkenassen. 

##### Transmissie
Links op het uiteinde van de krukas zat een transmissiedemper om de aandrijfkettingen te beschermen tegen de klappen van de motor. De primaire aandrijving geschiedde via een ketting in een gesloten kettingkast en een meervoudige natte plaatkoppeling. De drieversnellingsbak was voetgeschakeld maar kon ook met handschakeling worden uitgerust. Op de versnellingsbak zat ook de kickstarter. De secundaire aandrijving gebeurde met een tweede ketting in een open kettingscherm. 

##### Rijwielgedeelte
Het frame week af van de andere modellen van de Model B-serie. Die hadden nog een open brugframe waarbij de motor een dragend element was, maar de Blue Star kreeg een dubbel wiegframe uit aan elkaar geschroefde rechte buizen. De voorvering werd verzorgd door een parallellogramvork uit eigen productie, die werkte volgens het Girder-principe met een enkele centrale veer. De schokdemping werd verzorgd door een frictiedemper. Een tweede frictiedemper fungeerde als stuurdemper. De machine had een integraal remsysteem waarbij de trommelremmen voor en achter aan elkaar gekoppeld waren. Er was alleen een achterwielstandaard toegepast. 

#### 1934: B34-3 Blue Star Junior
De BSA B34-3 Junior was ongewijzigd en de laatste 250cc-Blue Star. 

### 350 cc

#### 1932: L32-5 Blue Star
De BSA L32-5 Blue Star verscheen in 1932 als kleiner zustermodel van de 500cc-BSA W32-7 Blue Star. Er was ook nog een "gewone" BSA L32-5 De Luxe met handschakeling, een bagagedrager, het kastje met boordgereedschap tussen de buizen van het achterframe en een laagliggende fishtail-uitlaat, maar de Blue Star kreeg een swept back pipes, een broodzadel achterop, het gereedschapskastje aan het achterspatbord en voetschakeling. De machine had een zwart frame, een groene tank en verchroomde velgen die in het midden zwart waren gespoten. Als de klant elektrische verlichting had besteld kwam er een instrumentenpaneel op de tank, met een ampèremeter, een oliedrukmeter, een contactschakelaar en een lichtschakelaar. Omdat de motor twee uitlaatpoorten (Twin Port) had, kreeg de Blue Star ook twee uitlaten. Klanten die niet wilden of konden wennen aan de nog nieuwe voetschakeling konden ook handschakeling bestellen. 
| Het blok uit 1934, met helemaal rechts het oliecompartiment in het carter, de magdyno voor de cilinder, de stoterstangen en de oliepomp op het distributiecarter en links de voetgeschakelde versnellingsbak met kickstarter. |

##### Motor
De motor was een dwarsgeplaatste luchtgekoelde staande eencilinder. Het was een kleinere versie van het 500cc-blok, met dezelfde slag van 88 mm, maar met een veel kleinere boring van 71 mm, waardoor de cilinderinhoud op 348,4 cc kwam. Hoewel de machine een dry-sump-smeersysteem had, had ze geen olietank. In plaats daarvan zat 1,7 liter olie in een apart compartiment aan de voorkant van het carter. De oliepomp zat rechts op het distributiecarter, waar ook de stoterstangen en de aandrijving voor de ontstekingsmagneet (bij elektrische verlichting: magdyno) zaten. De magneet zat nog voor de cilinder. De motor kreeg een geharde cilinder, een hoge compressie-zuiger, sterkere klepveren, racenokkenassen, een racebougie en een Amal-carburateur met acceleratiepomp. 

##### Transmissie
Links op het uiteinde van de krukas zat een transmissiedemper om de aandrijfkettingen te beschermen tegen de klappen van de motor. De primaire aandrijving geschiedde via een ketting in een gesloten kettingkast en een meervoudige natte plaatkoppeling. De drieversnellingsbak was voetgeschakeld maar kon ook met handschakeling worden uitgerust. Op de versnellingsbak zat ook de kickstarter. De secundaire aandrijving gebeurde met een tweede ketting in een open kettingscherm. 

##### Rijwielgedeelte
Het frame week af van de andere modellen van de L-serie. Die hadden nog een open brugframe waarbij de motor een dragend element was, maar de Blue Star kreeg een dubbel wiegframe uit aan elkaar geschroefde rechte buizen. De voorvering werd verzorgd door een parallellogramvork uit eigen productie, die werkte volgens het Girder-principe met een enkele centrale veer. De schokdemping werd verzorgd door een frictiedemper. Een tweede frictiedemper fungeerde als stuurdemper. De machine had een integraal remsysteem waarbij de trommelremmen voor en achter aan elkaar gekoppeld waren. Er was alleen een achterwielstandaard toegepast. 

#### 1933: R33-5 Blue Star
Met de komst van de R-serie in 1933 veranderde er niet veel. Wel kregen alle machines nu standaard een Lucas-elektrische verlichting de R-serie kreeg vier versnellingen en voetschakeling werd meer toegepast. De R33-5 Blue Star bleef vrijwel ongewijzigd. Behalve de extra versnelling kreeg ze ook een verchroomde tank met groene zijkanten. 

#### 1934: R34-5 Blue Star
Ook de R34-5 Blue Star uit 1934 bleef vrijwel ongewijzigd. Ze kostte 56 pond en 10 shilling en leverde 18 pk bij 5.400 tpm. Ze kreeg voor zeer sportieve rijders een concurrent in eigen huis: de BSA R34-6 Special leverde dankzij een hogere compressieverhouding en een Amal TT-carburateur 20 pk bij 5.600 tpm en was als clubmanracer bedoeld. Dit model ontbeerde veel luxe en had ook een enkele uitlaatpoort en een laaggeplaatste deegroller-uitlaat, maar kostte niettemin 66 pond en 10 shilling. 

#### 1935: R35-5 Blue Star
In 1935 introduceerde BSA nieuwe motorblokken, de "High Camshaft"-modellen waarbij de nokkenassen veel hoger in het carter zaten waardoor kortere stoterstangen gebruikt konden worden. Die stoterstangen zaten verborgen in een buis, waardoor het leek of de machines een peperdure koningsas-aandrijving met bovenliggende nokkenas hadden. Deze modellen kregen ook een aparte olietank, maar de BSA R35-5 Blue Star behield het oude blok met apart oliecompartiment in het carter en langere stoterstangen. Ze kostte 56 pond en 10 shilling. 

#### 1936: R20 New Blue Star
De R20 New Blue Star uit 1936 was identiek aan de R35-5 Blue Star. Omdat in dit jaar het zilveren jubileum van koning George V werd gevierd, kwam er echter een nieuw 350cc-topmodel: de R5 Empire Star. 

### 500 cc

#### 1932: W32-7 Blue Star
Net als de 350cc-BSA L32-5 Blue Star kreeg de W32-7 Blue Star een zustermodel met dezelfde aanduiding, de BSA W32-7 met een open brugframe, de gereedschapskastje tussen de buizen van het achterframe, handschakeling, een bagagerek en twee fishtail pipes. De Blue Star had een dubbel wiegframe, omhooggebogen swept back pipes het gereedschapskastje aan het achterspatbord en voetschakeling. De machine had een zwart frame, een groene tank en verchroomde velgen die in het midden zwart waren gespoten. Als de klant elektrische verlichting had besteld kwam er een instrumentenpaneel op de tank, met een ampèremeter, een oliedrukmeter, een contactschakelaar en een lichtschakelaar. Omdat de motor twee uitlaatpoorten (Twin Port) had, kreeg de Blue Star ook twee uitlaten. Klanten die niet wilden of konden wennen aan de nog nieuwe voetschakeling konden ook handschakeling bestellen. 

##### Motor
De motor was een dwarsgeplaatste luchtgekoelde staande eencilinder. De boring bedroeg 85 mm, de slag 88 mm, waardoor de cilinderinhoud op 348,4 cc kwam. Hoewel de machine een dry-sump-smeersysteem had, had ze geen olietank. In plaats daarvan zat 1,7 liter olie in een apart compartiment aan de voorkant van het carter. De oliepomp zat rechts op het distributiecarter, waar ook de stoterstangen en de aandrijving voor de ontstekingsmagneet (bij elektrische verlichting: magdyno) zaten. De magneet zat nog voor de cilinder. De motor kreeg een geharde cilinder, een hoge compressie-zuiger, sterkere klepveren, racenokkenassen, een racebougie en een Amal-carburateur met acceleratiepomp. De motor leverde met zijn hoge compressieverhouding van 9,5:1 een flink vermogen van 34 pk bij 4.500 tpm

##### Transmissie
Links op het uiteinde van de krukas zat een transmissiedemper om de aandrijfkettingen te beschermen tegen de klappen van de motor. De primaire aandrijving geschiedde via een ketting in een gesloten kettingkast en een meervoudige natte plaatkoppeling. De vierversnellingsbak was voetgeschakeld maar kon ook met handschakeling worden uitgerust. Op de versnellingsbak zat ook de kickstarter. De secundaire aandrijving gebeurde met een tweede ketting in een open kettingscherm. 

##### Rijwielgedeelte
Het frame week af van de andere modellen van de W-serie. Die hadden nog een open brugframe waarbij de motor een dragend element was, maar de Blue Star kreeg een dubbel wiegframe uit aan elkaar geschroefde rechte buizen. De voorvering werd verzorgd door een parallellogramvork uit eigen productie, die werkte volgens het Girder-principe met een enkele centrale veer. De schokdemping werd verzorgd door een frictiedemper. Een tweede frictiedemper fungeerde als stuurdemper. De machine had een integraal remsysteem waarbij de trommelremmen voor en achter aan elkaar gekoppeld waren. Er was alleen een achterwielstandaard toegepast. 

#### 1933: W33-8 Blue Star
De W33-8 Blue Star van 1933 was ongewijzigd. BSA bracht in 1933 ook de W33-9 Special uit. Dit was een echte straatlegale racemotor, bedoeld voor clubmanraces. Naast de speciale onderdelen die de Blue Star al bezat, kreeg deze machine een speciale 14mm-bougie, een race-twistgrip en een Amal TT-carburateur. De W33-9 had ook het kleine, rode sterretje op het distributiecarter dat de opgevoerde motoren kregen als sinds 1930 kregen. In tegenstelling tot de Blue Star had de Special normale, laaggeplaatste uitlaten en het gereedschapskastje tussen de achterste framebuizen.

#### 1934: W34-9 Blue Star
Ook de W34-9 Blue Star van 1934 was ongewijzigd. Ze kostte 59 pond en was daarmee veel goedkoper dan de snellere W34-10 Special, die meer dan 69 pond kostte. 

#### 1935: W35-8 Blue Star
Ook de W35-8 uit 1935 was ongewijzigd. Ze kostte 61 pond en was de laatste Blue Star uit de BSA W-serie.

#### 1936: Q21 New Blue Star
Hoewel in 1936 de BSA Q-serie werd ingevoerd met slechts drie modellen (de overige 500cc-modellen behoorden tot de M-serie), waren er geen echte wijzigingen. De BSA Q21 New Blue Star was dan ook gelijk aan zijn voorgangers. Wel werd in deze serie de BSA Q8 Empire Star geïntroduceerd, de machine die de Blue Stars zou gaan opvolgen. 

## Einde productie
In 1936 was constructeur Valentine Page overgekomen van Triumph naar BSA. Hij moderniseerde niet alleen de motorfietsen, maar herzag ook de typebenamingen. De Blue Stars verdwenen uit het assortiment en werden vervangen door de Empire Stars. Die kregen ook nieuwe motorblokken met korte stoterstangen en de magdyno achter de cilinder. De Q-serie verdween ook. De 250-modellen behielden hun aanduiding "B" met de 250cc-B-serie, de 350cc-modellen kwamen in de 350cc-B-serie, de 500cc-modellen in de 500cc-M-serie en de 600cc-modellen in de 600cc-M-serie. 

## Technische gegevens 250- en 350 cc
| BSA                    | B33-3 Blue Star Junior              | B34-3 Blue Star Junior              | L32-5 Blue Star                     | R33-5 Blue Star                     | R34-5 Blue Star                     | R35-3 Blue Star                     | R20 New Blue Star                   |
| ---------------------- | ----------------------------------- | ----------------------------------- | ----------------------------------- | ----------------------------------- | ----------------------------------- | ----------------------------------- | ----------------------------------- |
| Periode                | 1933                                | 1934                                | 1932                                | 1933                                | 1934                                | 1935                                | 1936                                |
| Modelserie             | B 250 cc-serie                      | B 250 cc-serie                      | L-serie                             | R-serie                             | R-serie                             | R-serie                             | R-serie                             |
| Categorie              | Sport                               | Sport                               | Sport                               | Sport                               | Sport                               | Sport                               | Sport                               |
| Motortype              | Stoterstangen kopklepmotor          | Stoterstangen kopklepmotor          | Stoterstangen kopklepmotor          | Stoterstangen kopklepmotor          | Stoterstangen kopklepmotor          | Stoterstangen kopklepmotor          | Stoterstangen kopklepmotor          |
| Bouwwijze              | Dwarsgeplaatste staande eencilinder | Dwarsgeplaatste staande eencilinder | Dwarsgeplaatste staande eencilinder | Dwarsgeplaatste staande eencilinder | Dwarsgeplaatste staande eencilinder | Dwarsgeplaatste staande eencilinder | Dwarsgeplaatste staande eencilinder |
| Koeling                | Lucht                               | Lucht                               | Lucht                               | Lucht                               | Lucht                               | Lucht                               | Lucht                               |
| Boring                 | 63 mm                               | 63 mm                               | 71 mm                               | 71 mm                               | 71 mm                               | 71 mm                               | 71 mm                               |
| Slag                   | 80 mm                               | 80 mm                               | 88 mm                               | 88 mm                               | 88 mm                               | 88 mm                               | 88 mm                               |
| Cilinderinhoud         | 249,4 mm                            | 249,4 mm                            | 348,4 mm                            | 348,4 mm                            | 348,4 mm                            | 348,4 mm                            | 348,4 mm                            |
| Carburateur(s)         | Amal                                | Amal                                | Amal                                | Amal                                | Amal                                | Amal                                | Amal                                |
| Smeersysteem           | Dry-sump                            | Dry-sump                            | Dry-sump                            | Dry-sump                            | Dry-sump                            | Dry-sump                            | Dry-sump                            |
| Fiscaal vermogen       | 2½ pk                               | 2½ pk                               | 3½ pk                               | 3½ pk                               | 3½ pk                               | 3½ pk                               | 3½ pk                               |
| Max. Vermogen          |                                     |                                     | ca 18 pk bij 5.400 tpm              | ca 18 pk bij 5.400 tpm              | ca 18 pk bij 5.400 tpm              | ca 18 pk bij 5.400 tpm              | ca 18 pk bij 5.400 tpm              |
| Primaire aandrijving   | Ketting                             | Ketting                             | Ketting                             | Ketting                             | Ketting                             | Ketting                             | Ketting                             |
| Koppeling              | Meervoudige natte plaat             | Meervoudige natte plaat             | Meervoudige natte plaat             | Meervoudige droge plaat             | Meervoudige droge plaat             | Meervoudige droge plaat             | Meervoudige droge plaat             |
| Versnellingen          | 3                                   | 3                                   | 3                                   | 4                                   | 4                                   | 4                                   | 4                                   |
| Secundaire aandrijving | Ketting                             | Ketting                             | Ketting                             | Ketting                             | Ketting                             | Ketting                             | Ketting                             |
| Rijwielgedeelte        | Dubbel wiegframe                    | Dubbel wiegframe                    | Dubbel wiegframe                    | Dubbel wiegframe                    | Dubbel wiegframe                    | Dubbel wiegframe                    | Dubbel wiegframe                    |
| Voorvork               | Girder-type BSA                     | Girder-type BSA                     | Girder-type BSA                     | Girder-type BSA                     | Girder-type BSA                     | Girder-type BSA                     | Girder-type BSA                     |
| Achtervork             | Star                                | Star                                | Star                                | Star                                | Star                                | Star                                | Star                                |
| Remmen                 | Trommelremmen                       | Trommelremmen                       | Trommelremmen                       | Trommelremmen                       | Trommelremmen                       | Trommelremmen                       | Trommelremmen                       |

## Technische gegevens 500 cc
| BSA                    | W32-7 Blue Star                   | W33-8 Blue Star                   | W34-9 Blue Star                   | W35-8 Blue Star                   | Q21 New Blue Star                 |
| ---------------------- | --------------------------------- | --------------------------------- | --------------------------------- | --------------------------------- | --------------------------------- |
| Periode                | 1932                              | 1933                              | 1934                              | 1935                              | 1936                              |
| Modelserie             | W-serie                           | W-serie                           | W-serie                           | W-serie                           | Q-serie                           |
| Categorie              | Sport                             | Sport                             | Sport                             | Sport                             | Sport                             |
| Motortype              | Stoterstangen kopklepmotor        | Stoterstangen kopklepmotor        | Stoterstangen kopklepmotor        | Stoterstangen kopklepmotor        | Stoterstangen kopklepmotor        |
| Bouwwijze              | Dwargepaatste staande eencilinder | Dwargepaatste staande eencilinder | Dwargepaatste staande eencilinder | Dwargepaatste staande eencilinder | Dwargepaatste staande eencilinder |
| Koeling                | Lucht                             | Lucht                             | Lucht                             | Lucht                             | Lucht                             |
| Boring                 | 85 mm                             | 85 mm                             | 85 mm                             | 85 mm                             | 85 mm                             |
| Slag                   | 88 mm                             | 88 mm                             | 88 mm                             | 88 mm                             | 88 mm                             |
| Cilinderinhoud         | 499,4 cc                          | 499,4 cc                          | 499,4 cc                          | 499,4 cc                          | 499,4 cc                          |
| Carburateur(s)         | Amal                              | Amal                              | Amal                              | Amal                              | Amal                              |
| Smeersysteem           | Dry-sump                          | Dry-sump                          | Dry-sump                          | Dry-sump                          | Dry-sump                          |
| Fiscaal vermogen       | 5 pk                              | 5 pk                              | 5 pk                              | 5 pk                              | 5 pk                              |
| Compressieverhouding   | 9,5:1                             | 9,5:1                             | 9,5:1                             | 9,5:1                             | 9,5:1                             |
| Max. Vermogen          | ca 34 pk bij 4.500 tpm            | ca 34 pk bij 4.500 tpm            | ca 34 pk bij 4.500 tpm            | ca 34 pk bij 4.500 tpm            | ca 34 pk bij 4.500 tpm            |
| Primaire aandrijving   | Ketting                           | Ketting                           | Ketting                           | Ketting                           | Ketting                           |
| Koppeling              | Meervoudige droge plaat           | Meervoudige droge plaat           | Meervoudige droge plaat           | Meervoudige droge plaat           | Meervoudige droge plaat           |
| Versnellingen          | 4                                 | 4                                 | 4                                 | 4                                 | 4                                 |
| Secundaire aandrijving | Ketting                           | Ketting                           | Ketting                           | Ketting                           | Ketting                           |
| Rijwielgedeelte        | Dubbel wiegframe                  | Dubbel wiegframe                  | Dubbel wiegframe                  | Dubbel wiegframe                  | Dubbel wiegframe                  |
| Voorvork               | Girder-type BSA                   | Girder-type BSA                   | Girder-type BSA                   | Girder-type BSA                   | Girder-type BSA                   |
| Achtervork             | Star                              | Star                              | Star                              | Star                              | Star                              |
| Remmen                 | Trommelremmen                     | Trommelremmen                     | Trommelremmen                     | Trommelremmen                     | Trommelremmen                     |